# Торопилівка
Торопи́лівка — проміжна залізнична станція Сумської дирекції залізничних перевезень Південної залізниці.
Розташована на двоколійній неелектрифікованої лінії Білопілля — Баси між станціями Суми (10 км) та Головашівка (8 км) у смт Степанівка Сумського району Сумської області.

## Історія
Станція починає свою історію з моменту її відкриття у 1895 році. Причиною відкриття послужило зведення цукрового заводу у 1893 році, залізниця йому була необхідна для постачання сировини. Назву станція, ймовірно, отримала від селища Торопилівка, яке знаходилося в семи кілометрах.
Перше приміщення вокзалу було побудовано у 1906 році, але до нашого часу воно не збереглося. Сучасна будівля була побудована у 1960 році, поточного вигляду вокзал набув після реконструкції у 2008 році.

## Пасажирське сполучення
На станції Торопилівка зупиняються лише приміські поїзди у напрямку Ворожби, Сум, Віринського Заводу.